# Shahmují
El shahmují es un alfabeto tradicionalmente usado en Pakistán, Afganistán e India. Forma del alfabeto árabe tradicional reconocida por la población sij y musulmana como una forma de recitar el sri Gurú Granth Sahib (obra literaria respetada y alabada por el sijismo), y sus diversas corrientes; a comparación del gurmují (alfabeto del idioma panyabí empleado únicamente con fines religiosos). Tradicionalmente el sijismo es una fe de origen indo-persa
En la India musulmana, Pakistán y la región sur de Afganistán, el shahmují es empleado a través de la transliteración del alfabeto gurmukhi del (idioma punyabí religioso) al urdu, por lo que la población urduhablante también puede reconocer aunque sea fonéticamente los conceptos originales del gurmují sin modificar la idea central; aunque no hay que negar que ampliamente existe una forma de traducción completa, tanto fonética y escrita, del gurmují al alfabeto árabe y urdu clásicos, conocido como al-shahi que principalmente es hablado dentro de la comunidad sij de Pakistán.
En esos países, el shahmují se lee únicamente con fines religiosos. Una minoría de pobladores sijs islámicos hablan este dialecto dentro de una comunidad con fines puramente religiosos, mas no lo utilizan como parte de su argot común o familiar. Básicamente el shahmují se originó para permitir que la población sij descendiente de familias que predicaban el islam, pudiera hablar el dialecto sagrado sin complicaciones.

## Alfabeto shahmují

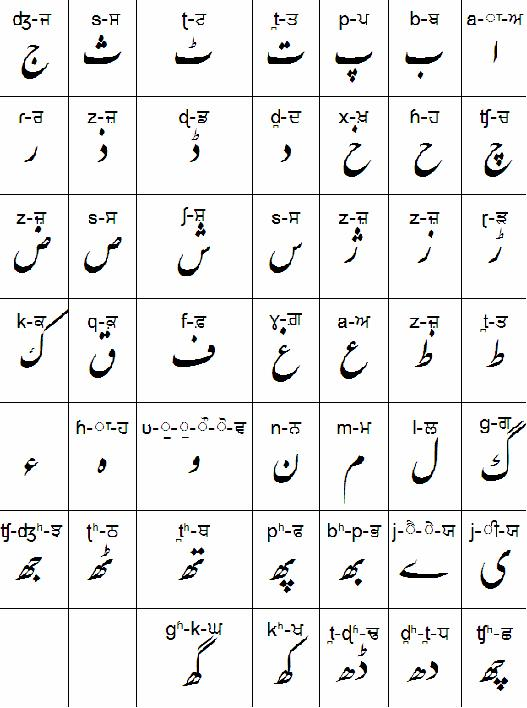
Esquina izquierda: pronunciación; esquina derecha: Gurmují; abajo: Shahmují.

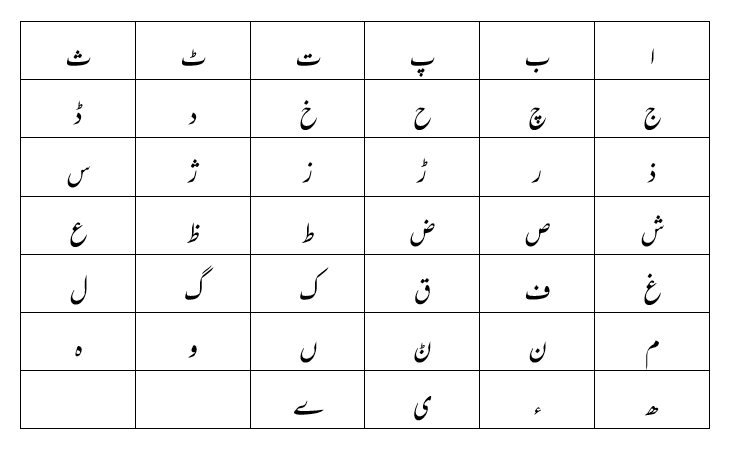
Shahmukhi alphabet table

- Datos: Q133800
- Multimedia: Shahmukhi / Q133800